# Либман, Рон
Рон Либман (англ. Ron Leibman; 11 октября 1937, Нью-Йорк — 6 декабря 2019, там же) — американский актёр театра, кино и телевидения.

## Биография
Рон Либман в конце 1950-х числился членом труппы ревю Compass Players. Он сыграл в таких фильмах, как «Фар Лэп: Путь к победе» (1983), «Краденый камень» (1973), «Бойня номер пять» (1972), «Вон Тон Тон — собака, которая спасла Голливуд» (1976), «Норма Рэй» (1979), «Семь часов до приговора» (1988), «Ночь над Манхэттеном» (1996), «Дон Кинг: Только в Америке» (1997), «Страна садов» (2004) и «Горный хрусталь» (1984, номинация на «Золотую малину»). Вместе со своей второй женой актрисой Джессикой Уолтер играл в спектакле по пьесе Нила Саймона Слухи. Кроме того, они сыграли супругов в фильме «Кукла» (2002) и в эпизоде «Юристы» детективного сериала Закон и порядок.
Выигрывал «Драма Деск» в 1969 (спектакль We Bombed in New Haven) и 1970 годах (спектакль Transfers). Он получил премию «Эмми» за роль бывшего уголовника, вышедшего из тюрьмы и ставшего адвокатом, в сериале Каз (1978—1979, он также является автором идеи и соавтором сценария). Номинирован на «Золотой глобус» за роль частного детектива в телефильме «Накануне Рождества» (1986). В 1993 году стал обладателем премий «Тони» и «Драма Деск» за роль Роя Кона в пьесе, удостоенной Пулитцеровской премии, Ангелы в Америке. Спустя два года выиграл Obie за роль Шейлока в постановке «Венецианского купца». Также известен по роли Леонарда Грина, отца Рэйчел Грин, в ситкоме Друзья. Появлялся в образе доктора Плеплера в трёх эпизодах Клана Сопрано. Последняя (и одна из самых известных) роль — Рон Кадиллак (озвучка), муж Мэлори Арчер в мультсериале Спецагент Арчер (Archer).

## Личная жизнь
Либман родился в Нью-Йорке в семье Грейс (урождённая Маркс) и Мюррея Либмана. Его отец работал в швейном бизнесе. В 1958 году окончил Уэслианский университет Огайо. Первым браком был женат на актрисе Линде Лавин (1969—1981). С 1983 года его супругой являлась Джессика Уолтер, также актриса. В последнее время являлся членом актёрской студии Новой школы в Нью-Йорке.